# Rudolf Ferdinand z Lobkowicz
Rudolf Ferdinand princ z Lobkowicz (též z Lobkovic) (16. srpna 1840, Břežany – 9. dubna 1908, Vídeň) byl český šlechtic a rakousko-uherský generál z rodu Lobkowiczů. V c. k. armádě dosáhl dosáhl hodnosti polního zbrojmistra (1894) a byl dlouholetým velitelem 4. armádního sboru v Budapešti (1894–1905). Byl rytířem Řádu zlatého rouna a nositelem řady dalších vyznamenání v Rakousku i v zahraničí. Po matce byl dědicem velkostatků na Moravě a Vysočině (Velké Meziříčí).

## Životopis

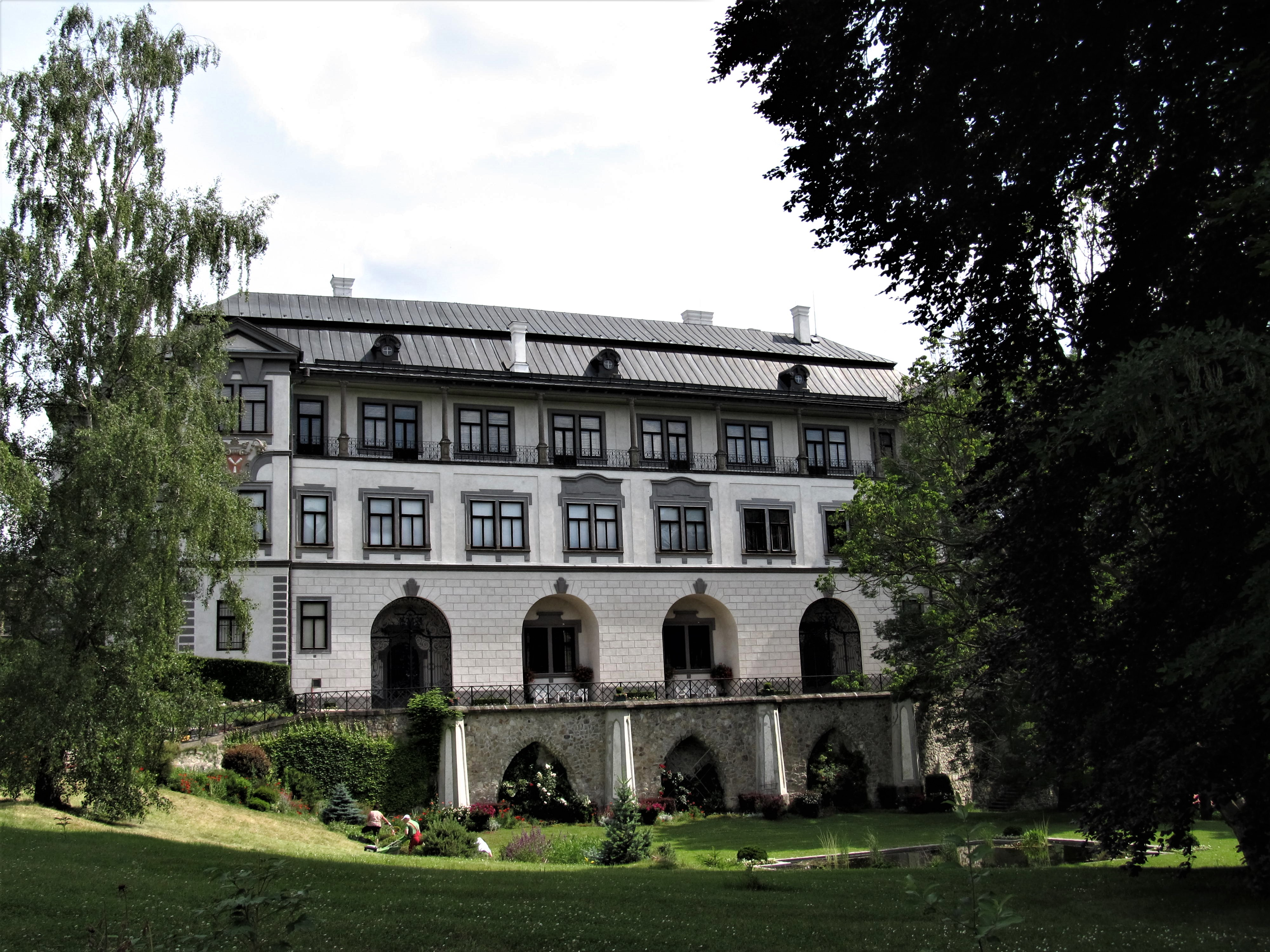
Zámek Velké Meziříčí, majetek Rudolfa Ferdinanda z Lobkowicz

Pocházel z významného českého šlechtického rodu Lobkowiczů, narodil se na jižní Moravě na zámku Břežany jako starší syn prince Ludvíka Jana Lobkowicze (1807–1882) z roudnické rodové větve a jeho manželky Leopoldiny, rozené princezny z Lichtenštejna (1815–1899). Studoval na dělostřelecké akademii v Olomouci a v roce 1858 vstoupil jako kadet do armády. Zúčastnil se války v Itálii, během níž byl povýšen na nadporučíka (1859), později se vyznamenal v prusko-rakouské válce v bitvě u Hradce Králové. V roce 1867 byl přidělen jako doprovod francouzskému císaři Napoleonovi III. při jeho pobytu v Salcburku. Jako jeden z pobočníků císaře Františka Josefa (1870) byl pověřen diplomatickými cestami do Berlína (1872) a Petrohradu (1874). V roce 1874 byl povýšen na podplukovníka a od té doby dlouhodobě působil v Budapešti, kde byl štábním důstojníkem 5. dělostřeleckého pluku.. V roce 1876 byl povýšen na plukovníka a stal se velitelem 5. pluku dělostřelectva. Mezitím se zúčastnil okupace Bosny a Hercegoviny (1878).

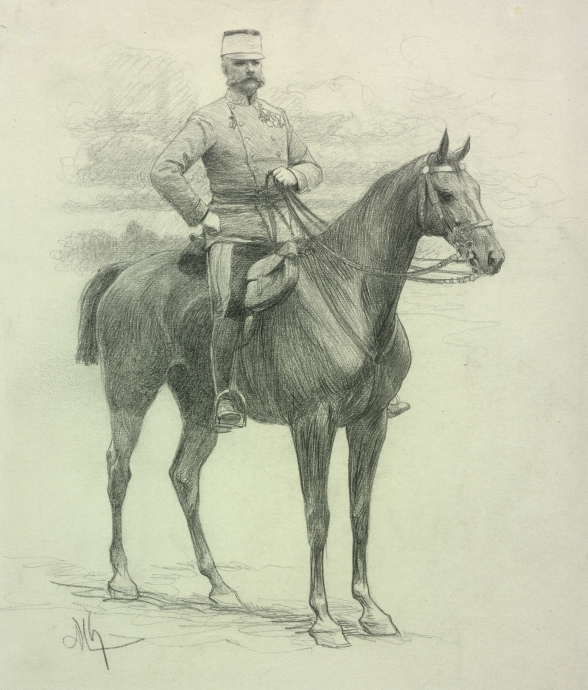
Rudolf Ferdinand z Lobkowicz, kresba tužkou od Feliciena de Myrbach-Rheinfelda, před rokem 1898

V roce 1882 byl povýšen do hodnosti generálmajora a stal se velitelem 13. pěší brigády v Rijece., kde strávil čtyři roky (1882–1886). V roce 1887 dosáhl hodnosti polního podmaršála a přešel na post velitele 35. pěší divize v Kluži. Díky své dlouholeté službě v Uhrách a vynikajícím znalostem o místních poměrech zde získal značnou popularitu, udržoval přátelské vztahy s uherskou šlechtou i státními úředníky. Již v roce 1885 byl jmenován členem uherské panské sněmovny a nakonec byl v letech 1890–1905 velitelem 4. armádního sboru v Budapešti. Vynikl také jako odborník v oboru dělostřelectva, podílel se na jeho reorganizaci a často publikoval. V roce 1894 byl povýšen do druhé nejvyšší hodnosti polního zbrojmistra, v armádě byl penzionován k datu 1. listopadu 1905.

## Rodinné a majetkové poměry
Po matce Leopoldině zdědil v roce 1899 velkostatky na Vysočině (Velké Meziříčí) a na Znojemsku (Břežany, tehdy pod názvem Fryšava). Oba velkostatky zahrnovaly celkem přes 8 000 hektarů půdy, princ Rudolf se tak stal významným vlastníkem pozemků na Moravě, k velkostatkům patřily také četné průmyslové podniky. Protože zemřel bez potomstva, majetek byl po jeho smrti rozdělen mezi potomstvo jeho sestry Anny, provdané Harrachové (1847–1934). Velké Meziříčí převzal synovec František Harrach (1870–1937), Břežany zdědila neteř Ludovika (1876–1942), provdaná za pruského důstojníka barona Filipa Wamboldta.
V roce 1900 se oženil s Friederike Kronau (1841–1918), která byla v mládí populární herečkou vídeňského Burgtheatru. Jejím prvním manželem byl baron Leopold von Edelsheim-Gyulai (1826–1893), který byl také generálem c. k. armády a velitelem v Budapešti. 

## Tituly a ocenění
Jako příslušník knížecího rodu Lobkowiczů užíval od narození šlechtický titul princ. Od roku 1866 byl c. k. komořím a v roce 1891 byl jmenován c. k. tajným radou s nárokem na oslovení Excelence. V případě člena nejvyšší šlechty mělo ale prioritu oslovení Jasnost (Seine Durchlaucht) spojené s titulem prince. V roce 1892 byl jmenován rytířem Řádu zlatého rouna, v Rakousku-Uhersku byl dále nositelem velkokříže Leopoldova řádu, Řádu železné koruny I. třídy, držitelem Vojenského záslužného kříže, Vojenské záslužné medaile, Válečné medaile a Jubiljení pamětní medaile. Řadu ocenění získal také od zahraničních panovníků mimo jiné v souvislosti s funkcí císařského pobočníka. Od roku 1889 byl čestným majitelem 13. dělostřeleckého pluku dislokovaného v Záhřebu.

### Zahraniční řády a vyznamenání
- rytířský kříž Řádu svatého Alexandra Něvského (Rusko)
- Řád sv. Stanislava (Rusko)
- Řád černé orlice (Německo)
- Řád červené orlice I. třídy (Německo)
- Řád pruské koruny II. třídy (Německo)
- důstojník Řádu čestné legie (Francie)
- komandér Řádu italské koruny (Itálie)
- velokříž Řád rumunské koruny (Rumunsko)
- velkodůstojník Leopoldova řádu (Belgie)
- velkokříž Danebrožského řádu (Dánsko)
- Řád lva a slunce I. třídy (Persie)
- rytíř Řádu Albrechtova (Sasko)
- velkokříž Řádu Spasitele (Řecko)